# دده-ماکوبا
دده-ماکوبا (به لاتین: Dédé-Makouba) یک منطقهٔ مسکونی در جمهوری آفریقای مرکزی است که در Dédé-Makouba واقع شده‌است.